# Diane Venora
Diane Venora (Hartford (Connecticut), 10 augustus 1952) is een Amerikaanse actrice.

## Biografie
Venora werd geboren in Hartford (Connecticut) in een gezin van zes kinderen, en heeft hier de high school doorlopen aan de East Hartford High School. Op deze school was zij al actief als actrice in toneelstukken, na haar high school ging zij studeren aan de Boston Conservatorium in Boston. Hier verdiende zij een beurs om te kunnen studeren aan de Juilliard School in New York waar zij in 1977 haar diploma haalde.
Venora was van 1980 tot en met 1989 getrouwd met Andrzej Bartkowiak met wie zij een kind heeft.

## Filmografie

### Films
- 2022 First Love - als tante Irene
- 2021 Star-Crossed: The Film - als huisvrouw / schoolsecretaresse / demonstrante
- 2018 The Victorians - als Mary Rutherford
- 2010 All Good Things – als Janice Rizzo
- 2010 The Wish List – als Brenda
- 2009 The Ministers – als Gina Santana
- 2009 Little Hercules in 3-D – als Hera
- 2009 Follow the Prophet – als Red
- 2008 Childless – als Mary
- 2008 Stiletto – als Sylvia Vadalos
- 2005 C.S. Lewis: Beyond Narnia – als Joy Gresham
- 2005 Touched– als Carole Davis
- 2005 Self Medicated – als Louise Eriksen
- 2004 Breaking Dawn – als moeder
- 2004 Stateside – als mrs. Hengen
- 2004 Class Actions – als Justine Harrison
- 2002 Heartbreak Hospital – als Sunday Tyler / Andrea Harmon
- 2001 Megiddo: The Omega Code 2 – als Gabriella Francini
- 2000 Looking for an Echo – als Joanne Delgado
- 2000 Race Against Time – als dr. Helen Steele
- 2000 Hamlet – als Gertrude
- 1999 The Insider– als Liane Wigand
- 1999 The Young Girl and the Monsoon – als Giovanna
- 1999 The Joyriders – als Celeste
- 1999 The 13th Warrior – als Queen Weilew
- 1999 True Crime – als Barbara Everett
- 1997 The Jackal – als Valentina Koslova
- 1996 Romeo + Juliet – als Gloria Capulet
- 1996 Surviving Picasso – als Jacqueline
- 1996 The Substitute – als Jane Hetzko
- 1996 Special Report: Journey to Mars – als Tanya Sadavoy
- 1995 Heat – als Justine Hanna
- 1995 Three Wishes – als Joyce
- 1988 Bird – als Chan Parker
- 1987 Ironweed – als Margaret Phelan
- 1986 F/X – als Ellen Keith
- 1985 Terminal Choice – als Anna Lang
- 1984 The Cotton Club – als Gloria Swanson
- 1983 Cook & Peary: the Race to the Pole – als Marie Fidele Hunt
- 1982 A Midsummer Night's Dream – als Hippolyta
- 1981 Wolfen – als Rebecca Neff

### Televisieseries
Uitgezonderd eenmalige gastrollen.
- 2020 Cherish the Day - als Barbara - 2 afl.
- 2005 Threshold – als Andrea Hatten / Angela Hatten– 4 afl.
- 1994 – 1995 Chicago Hope – als dr. Geri Infante – 11 afl.
- 1994 Thunder Alley – als Roberta Turner – 8 afl.
- 1985 A.D. – als Corinna – 5 afl.

- Bibliothèque nationale de France: cb140218326 (data)
- Gemeinsame Normdatei: 142100137
- International Standard Name Identifier: 0000 0003 6716 2904
- Library of Congress Control Number: no96052375
- Nationale Bibliotheek van Tsjechië: mzk2016913981
- Nationale Bibliotheek van Israël: 987007440135705171
- Nationale Bibliotheek van Polen: a0000001613217
- Nederlandse Thesaurus van Auteursnamen: 074779095
- SNAC: w6pc3xws
- Système universitaire de documentation: 112399878
- Virtual International Authority File: 231383404
- WorldCat: E39PBJmDmFXq84HftY9QDwTPwC